# Chondrohierax
Chondrohierax és un gènere d'ocells rapinyaires de la família dels accipítrids (Accipitridae). E Habiten principalment zones selvàtiques neotropicals. Malgrat el nom comú de milans, aquest gènere està més prop filogenèticament de l'aligot vesper que no pas dels típics milans del gènere Milvus.

## Taxonomia
Segons la classificació del Congrés Ornitològic Internacional (versió 12.2, 2022) aquest gènere està format per dues espècies:
- Milà becganxut (Chondrohierax uncinatus).
- Milà de Cuba (Chondrohierax wilsonii).

En la classificació de Clements 6a Edició (rev. 2009) el Milà de Cuba és considerat una subespècie del Milà becganxut.